# Tilburg Zuid
Tilburg Zuid is een stadsdeel van de stad Tilburg, in de Nederlandse provincie Noord-Brabant. Het stadsdeel bevat de wijken van de gemeente Tilburg ten zuiden van de Ringbaan Zuid en de Bredaseweg. Tilburg Zuid telt relatief weinig inwoners en bestaat voor een groot deel uit bedrijventerreinen en buitengebieden. Er wonen ongeveer 8.907 mensen in het stadsdeel (exclusief stadsdeel Zuid-West), volgens de cijfers van het CBS (2019).
Tilburg Zuid omvat de volgende wijken:
- Koningshoeven
- Groenewoud
- Het Laar
- De Blaak
- Katsbogten
- Stappegoor
- Willemsbuiten
- Zuiderpark